# Antônio de Oliveira Filho
Antônio de Oliveira Filho, conegut com a Careca, (Araraquara, Brasil, 5 d'octubre de 1960) és un exfutbolista brasiler.
Va disputar 60 partits amb la selecció del Brasil, i va participar en els Mundials de 1986 i 1990.